# Phenacisma semialata
Phenacisma semialata är en kackerlacksart som beskrevs av Robert Walter Campbell Shelford 1909. Phenacisma semialata ingår i släktet Phenacisma och familjen jättekackerlackor. Inga underarter finns listade i Catalogue of Life.